# Fritz Kauffmann (musiker)
Fritz Kauffmann, född 1855 i Berlin, död 1934, var en tysk tonsättare.
Kauffmann, som var elev av Friedrich Kiel, vann anseende dels som symfoni- och oratoriedirigent i Magdeburg, dit han kallades 1889, dels genom smakfulla och formrena kompositioner, bl. a. en symfoni, en "dramatisk" uvertyr samt konserter 
(särskilt en violoncellkonsert av betydande värde), kammarmusik, sånger, körer för blandade röster och terzetter.     